# Liste der Biografien/Peri
Liste der Biografien |
Portal Biografien |
Personensuche
# |
A |
B |
C |
D |
E |
F |
G |
H |
I |
J |
K |
L |
M |
N |
O |
P |
Q |
R |
S |
T |
U |
V |
W |
X |
Y |
Z |
?
 
Pa |
Pc |
Pe |
Pf |
Ph |
Pi |
Pj |
Pk |
Pl |
Pm |
Pn |
Po |
Pr |
Ps |
Pt |
Pu |
Pv |
Pw |
Py
 
Pea |
Peb |
Pec |
Ped |
Pee |
Pef |
Peg |
Peh |
Pei |
Pej |
Pek |
Pel |
Pem |
Pen |
Peo |
Pep |
Peq |
Per |
Pes |
Pet |
Peu |
Pev |
Pew |
Pex |
Pey |
Pez
 
Pera |
Perb |
Perc |
Perd |
Pere |
Perf |
Perg |
Perh |
Peri |
Perj |
Perk |
Perl |
Perm |
Pern |
Pero |
Perp |
Perq |
Perr |
Pers |
Pert |
Peru |
Perv |
Perw |
Pery |
Perz
Die Liste der Biografien führt alle Personen auf, die in der deutschsprachigen Wikipedia einen Artikel haben. Dieses ist eine Teilliste mit 155 Einträgen von Personen, deren Namen mit den Buchstaben „Peri“ beginnt.

## Peri
- Peri Rossi, Cristina (* 1941), uruguayische Schriftstellerin
- Peri, Calogero (* 1953), italienischer Ordensgeistlicher, Bischof von Caltagirone
- Peri, Enzo (* 1939), italienischer Filmproduzent und -regisseur
- Péri, Gabriel (1902–1941), französischer Kommunist, Journalist und Politiker
- Peri, Giovanni Domenico (1590–1666), italienischer Kaufmann (Genua)
- Peri, Ja’akov (* 1944), israelischer Politiker, ehemaliger Chef des Schin Bet
- Peri, Jacopo (1561–1633), italienischer Komponist
- Péri, László (1899–1967), ungarisch-britischer Bildhauer
- Peri, Pietro (1794–1869), Schweizer Anwalt, Journalist, Politiker (FDP), Tessiner Grossrat und Staatsrat
- Peri, Sarveswara Sharma (1926–2000), indischer Indologe, Lektor an der Universität Marburg
- Peri-Morosini, Alfredo (1862–1931), Schweizer Bischof

### Peria
- Periander († 583 v. Chr.), Tyrann von Korinth
- Périard, Michel (* 1979), deutsch-kanadischer Eishockeyspieler
- Périatambée, Jacques-Désiré (* 1975), mauritischer Fußballspieler
- Périault, Léonie (* 1994), französische Triathletin

### Perib
- Peribonio, Roko (* 1991), kroatischer Handballspieler
- Peribonio, Tonči (* 1960), kroatischer Handballspieler und -trainer
- Peribsen, ägyptischer König der 2. Dynastie

### Peric
- Perič, Antonín (* 1896), tschechoslowakischer Radrennfahrer
- Perić, Bogosav (* 1947), jugoslawisch-serbischer Handballspieler und -trainer
- Perić, Darko (* 1977), serbischer SchauspielerDarko Perić (* 1977)

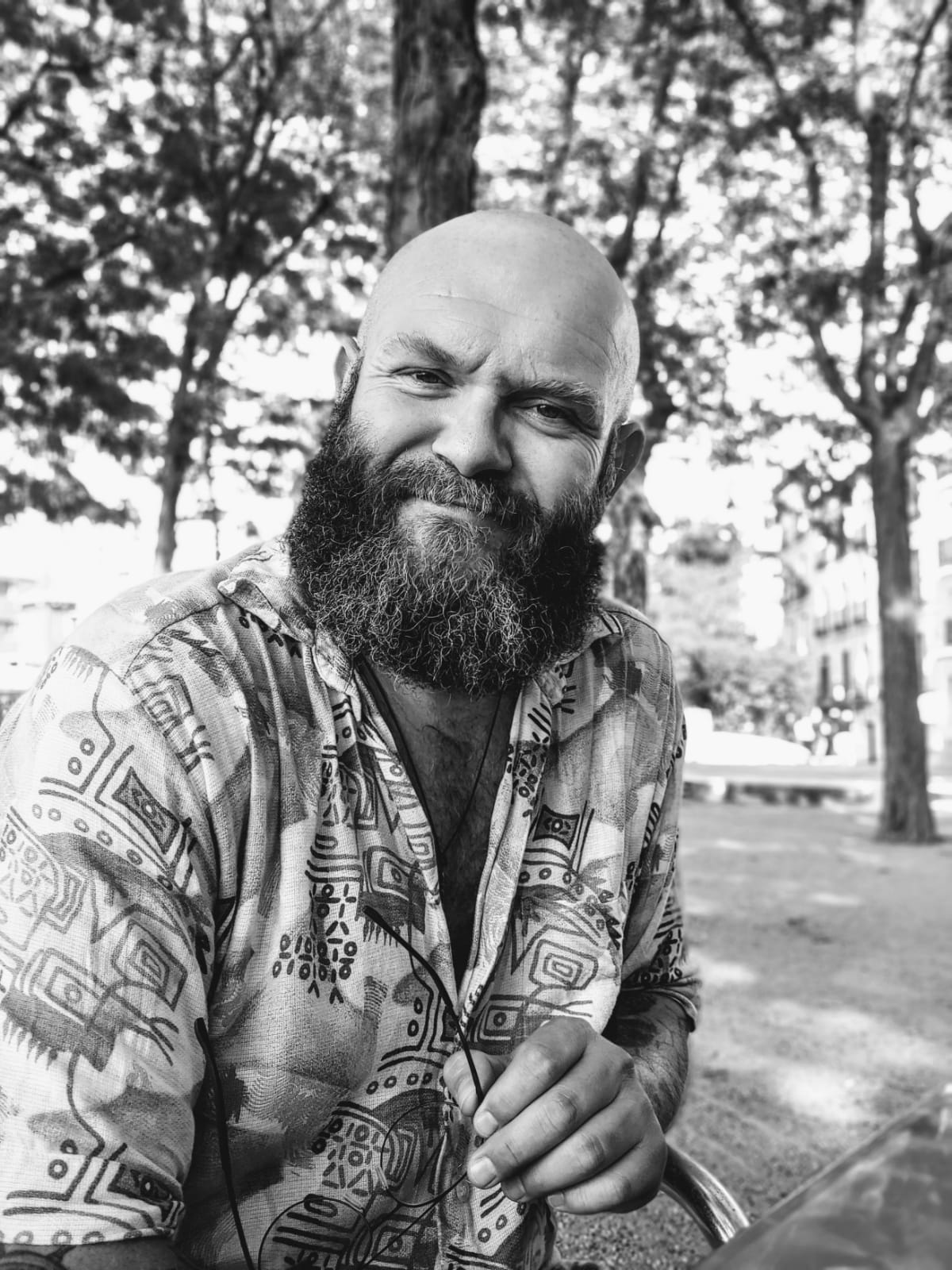
Darko Perić (* 1977)

- Perić, Dejan (* 1970), serbischer Handballspieler und -trainer
- Perić, Dragan (* 1964), serbischer Kugelstoßer
- Perić, Filip (* 1996), kroatischer Handballspieler
- Perić, Ivan (* 1982), kasachisch-serbischer Fußballspieler
- Perić, Ivanka (* 1970), kroatische Fußballspielerin
- Perič, Milan (1928–1967), tschechoslowakischer Radrennfahrer
- Peric, Nicolás (* 1978), chilenischer Fußballtorwart
- Perić, Ozren (* 1987), bosnisch-herzegowinischer Fußballspieler
- Perić, Porfirije (* 1961), serbisch-orthodoxer Patriarch
- Perić, Ratko (* 1944), kroatischer Geistlicher und emeritierter römisch-katholischer Bischof von Mostar-Duvno
- Peric, Sladan (* 1982), dänischer Fußballspieler
- Perić, Stefan (* 1997), österreichischer Fußballspieler
- Perić, Stijepo (1896–1954), kroatischer Außenminister (1943–1944)
- Perić, Stjepan (* 1983), kroatischer Schauspieler
- Perić-Ranković, Borislava (* 1972), serbische Tischtennisspielerin
- Perica, Ante (* 1970), kroatischer Basketballtrainer
- Perica, Stipe (* 1995), kroatischer Fußballspieler
- Perica, Zlatko (* 1969), schweizerischer Gitarrist
- Pericás Neto, Bernardo (* 1948), brasilianischer Diplomat
- Pericas, Adrià (* 2006), spanischer Radrennfahrer
- Pericet, Olga (* 1975), spanische Tänzerin und Choreografin
- Perich, El (1941–1995), spanischer Comicautor
- Perichanjan, Anahit Georgijewna (1928–2012), sowjetische bzw. russische Historikerin, Iranistin und Hochschullehrerin
- Périchon, Pierre-Luc (* 1987), französischer Radrennfahrer
- Perici, Gian Luca (* 1964), italienischer Geistlicher, römisch-katholischer Erzbischof und Diplomat des Heiligen Stuhls
- Pericoli, Emilio (1928–2013), italienischer Sänger
- Pericoli, Lea (1935–2024), italienische Tennisspielerin und Fernsehmoderatorin
- Pericoli, Tullio (* 1936), italienischer Zeichner, Maler, Illustrator und Karikaturist
- Pericolo, Massimo (* 1992), italienischer Rapper

### Perid
- Peridis, Ioannis (* 1864), griechischer Sportschütze

### Perie
- Périer, Casimir Pierre (1777–1832), französischer Politiker
- Périer, Étienne (1931–2020), belgischer Filmregisseur
- Périer, Ferdinand (1875–1968), belgischer römisch-katholischer Geistlicher, Erzbischof von Kalkutta
- Périer, Florin (1605–1672), französischer Jurist
- Périer, François (1919–2002), französischer Schauspieler
- Périer, Gilberte (1620–1687), Schwester von Pascal und dessen Biografin
- Périer, Jean-Baptiste (1871–1933), französischer Diplomat
- Périer, Marguerite (1646–1733), Nichte von Blaise Pascal
- Périer, Odilon-Jean (1901–1928), belgischer Dichter und Schriftsteller französischer Sprache
- Périer, Sylvain (* 1960), französischer Künstler
- Perieres von Chalkis, griechischer Pirat
- Périers, Bonaventure des, französischer Schriftsteller
- Peries, Ivan (1921–1988), sri-lankischer Maler

### Perig
- Pérignon, Alexis-Nicolas (1725–1782), französischer Königlicher Maler und Zeichner
- Pérignon, Catherine-Dominique de (1754–1818), französischer Revolutionsgeneral, Marschall und Pair von Frankreich
- Pérignon, Dom († 1715), französischer Benediktinermönch und Kellermeister
- Perignon, Rudolf von (1880–1959), deutscher Architekt, bayerischer Offizier, Ritter des Militär-Max-Joseph-Ordens
- Périgord, Paul (1882–1959), US-amerikanischer Romanist französischer Herkunft
- Périgueux, Paulinus von, Kleriker

### Perik
- Perikles († 429 v. Chr.), athenischer Staatsmann und GeneralPerikles († 429 v. Chr.)

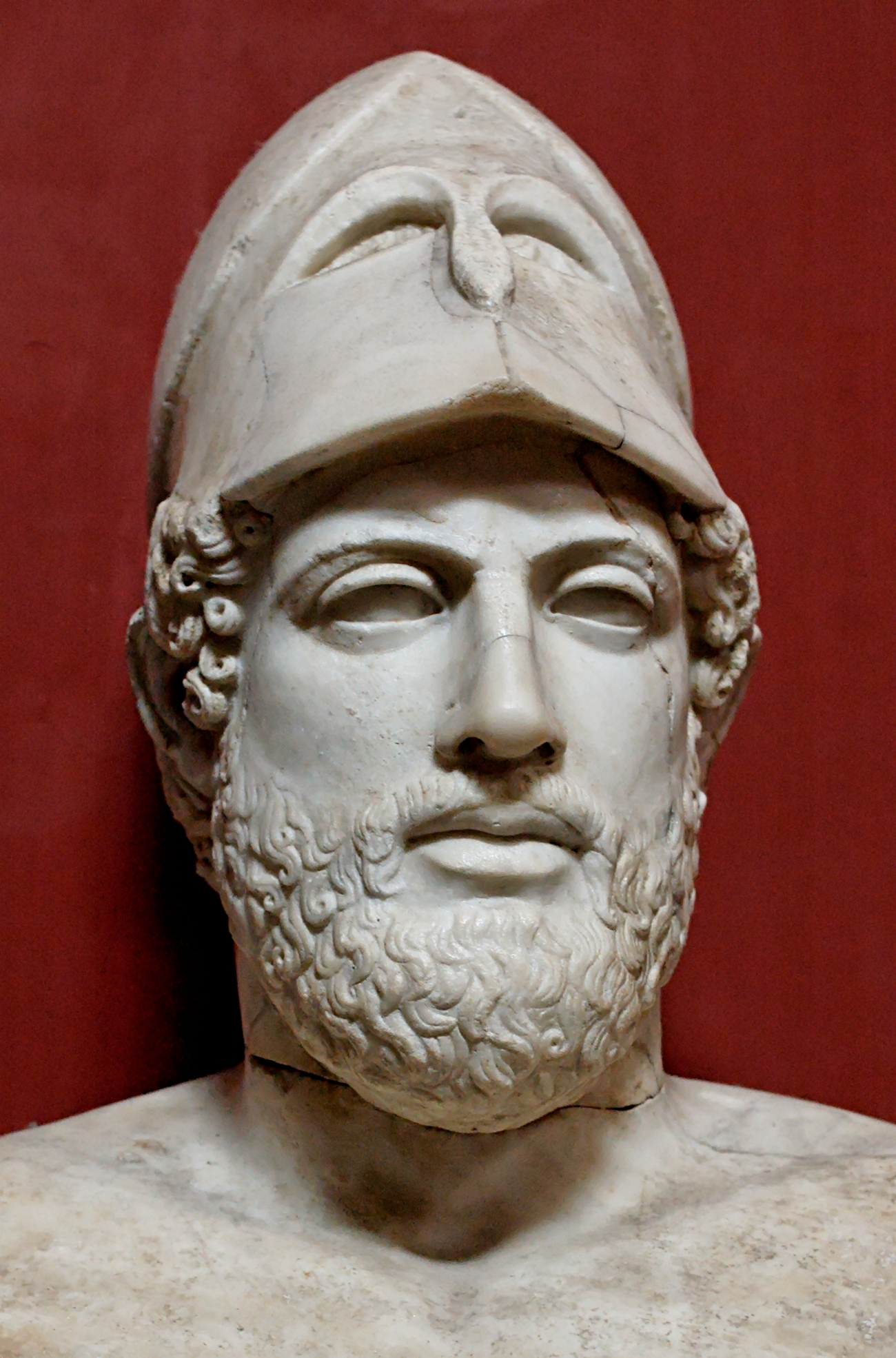
Perikles († 429 v. Chr.)

- Perikles († 406 v. Chr.), Sohn des Staatsmanns Perikles und athenischer Feldherr
- Perikles von Lydien, spätantiker Philosoph
- Periktione, Mutter Platons

### Peril
- Perilaos, antiker griechischer Bronzegießer
- Périllat, Guy (* 1940), französischer Skirennläufer
- Perilli, Achille (1927–2021), italienischer Maler und Grafiker
- Perilli, Alessandra (* 1988), san-marinesische Sportschützin
- Perilli, Ivo (1902–1994), italienischer Drehbuchautor und Regisseur
- Perillo, Jeni, US-amerikanische Schauspielerin

### Perin
- Perin von Gradenstein, Josephine (1779–1856), österreichische Schriftstellerin
- Perin, Enzo (* 1933), italienischer Skispringer und Nordischer Kombinierer
- Perin, François (1921–2013), belgischer Politiker und Verfassungsrechtler
- Perin, Giovanni (* 1987), italienischer Jazzmusiker (Marimba, Vibraphon, Komposition)
- Perin, Guerrino (* 1944), italienischer Ordensgeistlicher, römisch-katholischer Bischof von Mbaïki
- Périn, Jean-Louis (1815–1886), französischer autodidaktischer Techniker, Unternehmer und Automobilpionier
- Perin, Karoline von (1806–1888), österreichische Frauenrechtlerin
- Perin, Mattia (* 1992), italienischer FußballspielerMattia Perin (* 1992)

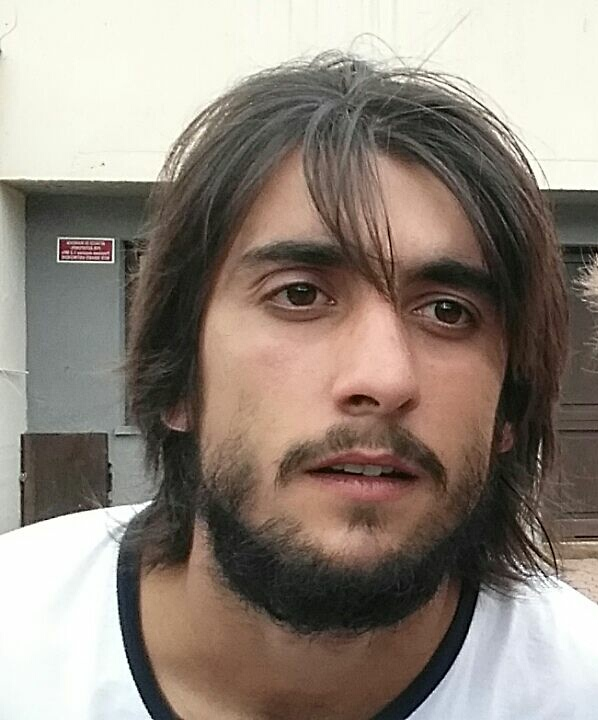
Mattia Perin (* 1992)

- Perin, Meral (* 1965), deutsche Schauspielerin
- Périn, Michel (* 1947), französischer Radrennfahrer
- Périn, Michel (* 1957), französischer Rallye-Navigator
- Perin-Gopie, Gaby (* 1986), niederländische Politikerin (Volt)
- Peřina, Václav (* 1945), tschechoslowakischer Skilangläufer
- Perina-Werz, Alexandra (* 1976), Schweizer Politikerin (CVP)
- Périnal, Georges (1897–1965), französischer Kameramann
- Perinat y Elío, Luis Guillermo de (* 1923), spanischer Diplomat und Politiker, MdEP
- Perinçek, Doğu (* 1942), türkischer PolitikerDoğu Perinçek (* 1942)

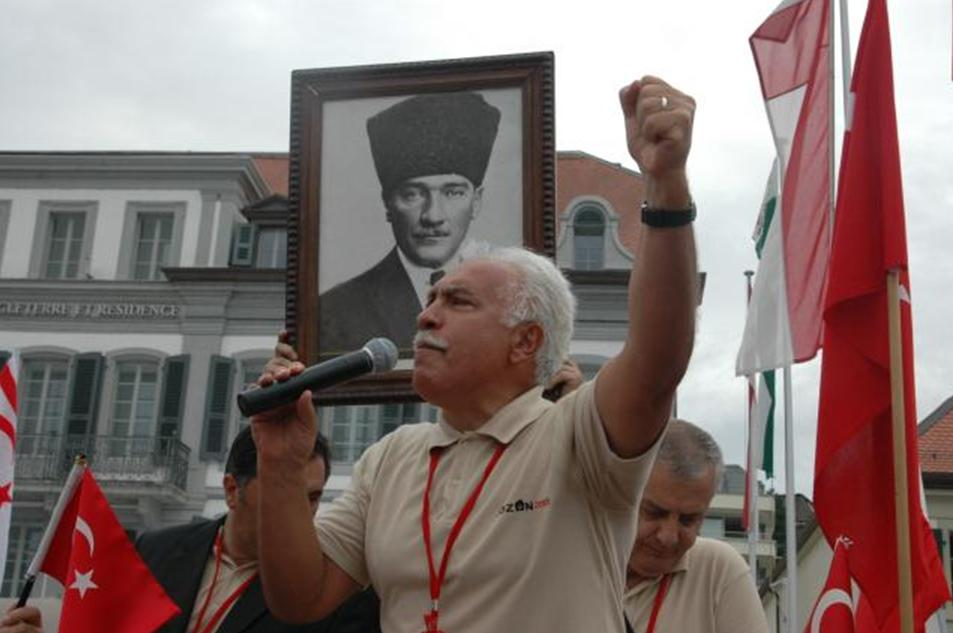
Doğu Perinçek (* 1942)

- Perinchief, Jah-Nhai (* 1997), bermudischer Leichtathlet
- Perincioli, Cristina (* 1946), Schweizer Regisseurin, Autorin, Webautorin, Produzentin
- Perincioli, Etienne (1881–1944), Schweizer Bildhauer
- Perincioli, Marcel (1911–2005), Schweizer Bildhauer
- Perine, La’Mical (* 1998), US-amerikanischer American-Football-Spieler
- Perinet, Joachim (1763–1816), österreichischer Schauspieler und Schriftsteller des Alt-Wiener Volkstheaters
- Perinetti, Giacomo, italienischer Stuckateur
- Perinetti, Natalio (1900–1985), argentinischer Fußballspieler
- Pering, Johann, deutscher Humanist und Lehrer
- Peringer, Diepold, deutscher Ordensbruder, Prediger, Autor
- Peringer, Georg, deutsch-österreichischer Steinmetzmeister und Bildhauer der Renaissance, Dombaumeister zu St. Stephan in Wien
- Perings, Christian (* 1963), deutscher Kardiologe und Hochschullehrer
- Perings, Eduard (1930–2006), deutscher Mediziner und Prorektor der Ruhr-Universität Bochum
- Perings, Stefan (* 1966), deutscher Kardiologe, Privatdozent und Herausgeber
- Perini, Agostino (1802–1878), italienisch-österreichischer Naturkundler, Heimatforscher, Autor und Verleger
- Perini, Giuseppe (* 1929), italienischer katholischer Theologe
- Perini, Laura (1952–2022), italienische Physikerin
- Perini, Lorenzo (* 1994), italienischer Hürdenläufer
- Perini, Renato (1924–2007), italienischer Prähistoriker
- Perino, Dana (* 1972), US-amerikanische Sprecherin des Weißen Hauses
- Perino, Grischa (* 1978), deutscher Wirtschaftswissenschaftler

### Perio
- Périon, Joachim (1499–1559), französischer Benediktiner und Philologe, Gräzist, Latinist, Romanist

### Peris
- Peris Aragó, José (1907–2003), spanischer Plakatkünstler und Maler
- Peris, Mercedes (* 1985), spanische Schwimmerin
- Peris, Miroslav (1961–1993), kroatischer Pilot im Kroatien-Krieg
- Peris, Nova (* 1971), australische Hockeyspielerin, Sprinterin und Politikerin
- Peris-Mencheta, Sergio (* 1975), spanischer SchauspielerSergio Peris-Mencheta (* 1975)

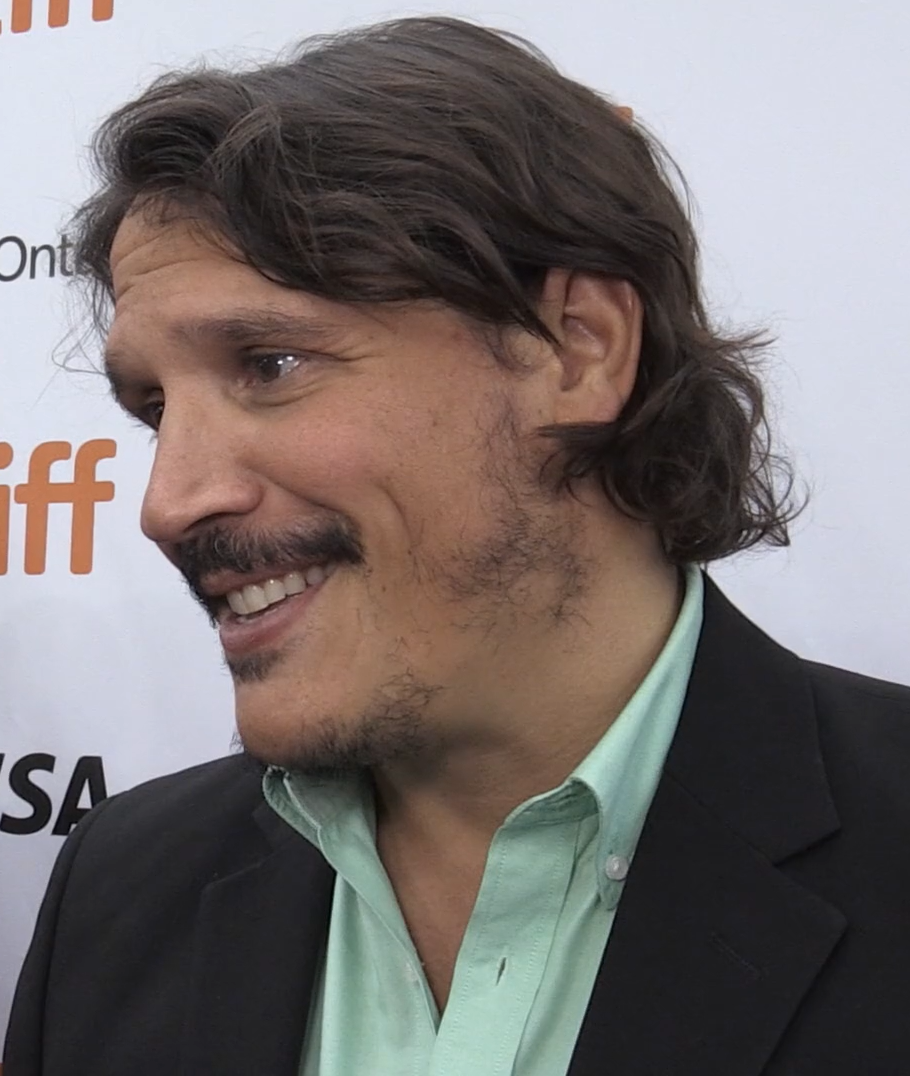
Sergio Peris-Mencheta (* 1975)

- Perišić, Aleksandra (* 2002), serbische Taekwondoin
- Perišić, Đorđe (* 1941), jugoslawischer Schwimmer und Wasserballspieler
- Perišić, Ivan (* 1989), kroatischer FußballspielerIvan Perišić (* 1989)

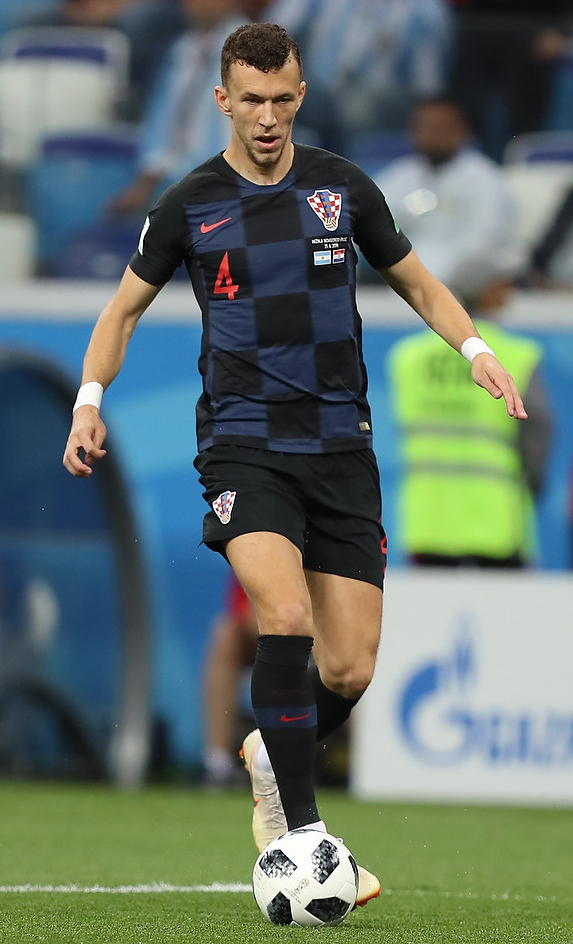
Ivan Perišić (* 1989)

- Perišić, Jovan (* 1972), bosnisch-serbischer Turbofolk-Sänger
- Perišić, Marica (* 2000), serbische Judoka
- Perišić, Marko (* 1991), bosnischer Fußballspieler
- Perišić, Momčilo (* 1944), serbischer Militär und Kriegsverbrecher
- Perišić, Vanja (* 1985), kroatische Leichtathletin
- Perišić, Vladimir (* 1976), serbischer Filmregisseur und Drehbuchautor
- Perisic, Zoran (* 1940), serbischer Spezialeffektkünstler, Regisseur und Erfinder
- Perišin, Ivo (1925–2008), jugoslawischer Ökonom, Hochschullehrer und Politiker
- Perišin, Tamara (* 1979), kroatische Juristin und Hochschullehrerin
- Périsset, Ève (* 1994), französische Fußballspielerin
- Périsset, Jean-Claude (* 1939), Schweizer Geistlicher, emeritierter Erzbischof und Diplomat
- Perissutti, Philipp (* 1991), österreichischer Badmintonspieler
- Peristere, Loni (* 1971), amerikanischer Visual Effects Supervisor und Regisseur
- Peristeri, Anxhela (* 1986), albanische Sängerin
- Peristeri, Pilo (1909–2009), albanischer kommunistischer Politiker
- Peristeris, Alexandros-Viktor (* 1996), griechischer Weitspringer
- Peristeris, Aris-Nikolaos (* 1998), griechischer Leichtathlet
- Peristerus, Wolfgang (1532–1592), deutscher evangelischer Theologe
- Peristi, Vinzenz (1909–1943), italienischer Bildhauer und Bergsteiger (Südtirol)
- Perisutti, Heinrich (1797–1874), österreichischer Jurist und Politiker
- Perisutti, Heinrich († 1981), österreichischer Bauingenieur und Hochschullehrer

### Perit
- Peritz, Berry (1911–2000), Schweizer Jazzmusiker (Schlagzeug, Bandleader)
- Peritz, Hugo (1906–1999), Schweizer Jazz- und Unterhaltungsmusiker (Violine, Tenorsaxophon, Arrangement)

### Periy
- Periyanayagam, Soundaraj (1949–2020), indischer Ordensgeistlicher, römisch-katholischer Bischof von Vellore

### Periz
- Perizonius, Antonius (1626–1672), deutscher reformierter Theologe
- Perizonius, Heinrich Friedrich Wilhelm (1802–1895), deutscher Theologe
- Perizonius, Jacobus (1651–1715), niederländischer Klassischer Gelehrter
- Perizzolo, Loïc (* 1988), Schweizer Bahnradsportler